# 怪盜千面人
《怪盜千面人》為CLAMP所創作的少年漫畫作品，1989年8月到1991年7月期間進行連載。單行本全2卷。

## 主要人物
伊集院玲（聲：山口勝平）
九歲。這本漫画的主角。CLAMP學園小學三年级的學生。四年级時成为小學部學生會的會計。
年纪輕輕，不但要承擔一切家務，還要不辭辛苦地忍受兩位媽媽的任性的要求，幾乎是‘小公主莎拉’的翻版。
伊集院玲是日本漫畫组合Clamp的作品《怪盗千面人》的主角，《CLAMP學園偵探團》的三位主角之一。在《怪盗千面人》中他是怪盗千面人的兒子，现任千面人。是個擁有許多擁護者的優雅怪盗。有媽媽A、B，身份神秘的爸爸假装成圣诞老人在玲身边关照他。天性温柔善良，长相可爱至极，精通各国料理。一次逃脱追捕時降落在大川詠心房间的陽台，兩人由此相識後相爱（雖然玲當時才四年级，詠心更是幼兒園部學生會會長）。在22歲時和他的初恋情人大川詠心结婚。自CLAMP學園大學部（醫學系）畢業后，就當了小兒科醫生。
大川詠心（聲：本多知恵子）
六歲，CLAMP學園附属幼兒園的學生會會長。
大川詠心是大川財團的小女兒。性格活潑，小女人，很漂亮。擔任幼稚園學生會會長，是伊集院玲的女朋友。與梓夜凪砂——鹰村蘇芳的女友是好朋友。在刚被喜欢的老师拒绝而失恋后遇到了恰巧落在自己房間陽台上的怪盗千面人，最喜欢怪盗千面人作為生日礼物给她的蝴蝶结（同時也是偷走她真正生日礼物的償還），後來每个星期五都與怪盗千面人見面。
名字的來源是大川七瀨的姪女。
媽媽A/B（聲：滝沢久美子（A）、横尾まり（B））
玲的母親，兩個人長得很像，只差在頭髮分邊不同，明明是個大人，卻還像個小孩一樣，任性地對玲要求想要東西
大川誠心（聲：島本須美）
詠心的姊姊。
CLAMP學園小學部一年級乙班班長，個性和妹妹一樣，也是個小大人，只不過又多了點貴婦的高傲氣息。
名字的來源是大川七瀨的姪女。
小林龍佑（聲：草尾毅）
住在伊集院玲家隔壁的鄰居。CLAMP學園高中部一年級男生，壽司屋『虎屋』的次子。與玲要好，誓言要抓到怪盜千面人，均以失敗告終。

## 出版書籍
Newtype 100% Collection
| 冊數 | 角川書店      | 角川書店               | 台灣東販      | 台灣東販           |
| 冊數 | 發售日期      | ISBN                   | 發售日期      | ISBN               |
| ---- | ------------- | ---------------------- | ------------- | ------------------ |
| 1    | 1990年6月5日  | ISBN 978-4-04-852242-7 | 1993年12月3日 | ISBN 957-64-3063-1 |
| 2    | 1991年10月1日 | ISBN 978-4-04-852312-7 | 1994年1月31日 | ISBN 957-64-3064-X |

角川Comics Ace（新裝版）
| 冊數 | 角川書店      | 角川書店               |
| 冊數 | 發售日期      | ISBN                   |
| ---- | ------------- | ---------------------- |
| 1    | 2001年2月26日 | ISBN 978-4-04-713394-5 |
| 2    | 2001年2月26日 | ISBN 978-4-04-713395-2 |

愛藏版
- 2012年3月3日、ISBN 978-4-04-120113-8（全1卷）

## 廣播劇CD
20面相におねがい!!〜SHINING STAR〜
主題曲為「SHINING STAR 〜私だけの翔星（りゅうせい）〜」、片尾曲為「DREAMING STAR 〜夢見る星座〜」
發售日期：1990年6月21日  勝利娛樂
20面相におねがい!!〜恋ほど素敵なミュージカルはない〜
主題曲為「恋ほど素敵なミュージカルはない」
發售日期：1991年7月21日   勝利娛樂